# Списак светских шампиона у тешкој категорији у професионалном боксу
Ово је хронолошки списак светских боксерских шампиона у тешкој категорији откад су уведена правила маркиза од Квинсберија, односно касније, у подручју професионалног бокса. Узете су у обзир идуће организације.
- World Boxing Association (ВБА), основана 1921. као National Boxing Association (НБА),
- World Boxing Council (ВБЦ), основана 1963,
- International Boxing Federation (ИБФ), основана 1983, и
- World Boxing Organization (ВБО), основана 1988.

Пре 1921, прваци су били признати уопштено од јавности. Шампион у то доба је био борац који је имао изразиту победу над другим борцем и који је даље побеђивао. Повлачења или оспорени резултати су могли одвести првенство расподељено међу више људи током времена.
Стање је до 2011.
| Од | До                   | Шампион             | Признато од    |
| --- | -------------------- | ------------------- | -------------- |
| 7. фебруар 1882. | 7. септембар 1892.   | Џон Л. Саливан      | По свима       |
| Саливан је поразио Педија Рајана 1882, чиме је стекао први признати наслов шампиона. |                      |                     |                |
| 7. септембар 1892. | 17. март 1897.       | Џејмс Ј. Корбет     | По свима       |
| 17. март 1897. | 9. јуни 1899.        | () Боб Фицсимонс    | По свима       |
| 9. јуни 1899. | 13. мај 1905.1       | Џејмс Ј. Џефрис     | По свима       |
| Џефрис је био први савремени првак који је препустио свој наслов, најавивши своје повлачење и објавивши да ће победник борбе између Марвин Харта и Џек Рута бити идући легитимни првак. |                      |                     |                |
| 3. јули 1905. | 23. фебруар 1906.    | Марвин Харт         | По свима       |
| 23. фебруар 1906. | 26. децембар 1908.   | Томи Барнс          | По свима       |
| 26. децембар 1908. | 5. април 1915.       | Џек Џонсон          | По свима       |
| 5. април 1915. | 4. јули 1919.        | Џес Вилард          | По свима       |
| 4. јули 1919. | 23. септембар 1926.  | Џек Демпси          | По свима       |
| 23. септембар 1926. | 31. јули 1928.2      | Џин Туни            | По свима       |
| Туни је најавио своје повлачење из професионалног бокса 31. јули 1928, препустивши тако наслов шампиона. |                      |                     |                |
| 12. јуни 1930. | 21. јуни 1932.       | Макс Шмелинг        | По свима       |
| Шмелинг је поразио Џека Саркија стекавши неоспорен наслов шампиона.. |                      |                     |                |
| 21. јуни 1932. | 29. јуни 1933.       | Џек Сарки           | По свима       |
| 29. јуни 1933. | 14. јуни 1934.       | Примо Карнера       | По свима       |
| 14. јуни 1934. | 13. јуни 1935.       | Макс Баер           | По свима       |
| 13. јуни 1935. | 22. јуни 1937.       | Џејмс Бредок        | По свима       |
| 22. јуни 1937. | 1. март 1949.2       | Џо Луис             | По свима       |
| 22. јуни 1949. | 27. септембар 1950.  | Езард Чарлс         | НБА            |
| 27. септембар 1950. | 18. јули 1951.       | Езард Чарлс         | По свима       |
| Чарлс је освојио упражњено место за првака по верзији National Boxing Association (Националне боксерске асоцијације), али није био неоспорени шампион све док није поразио Џоа Луиса, бившег шампиона који се реактивирао. |                      |                     |                |
| 18. јули 1951. | 23. септембар 1952.  | Џерзи Џо Волкот     | По свима       |
| 23. септембар 1952. | 27. април 1956.2     | Роки Марчано        | По свима       |
| Роки Марчано је најавио своје повлачење из професионалног бокса, препустивши тако наслов шампиона. |                      |                     |                |
| 30. новембар 1956. | 26. јуни 1959.       | Флојд Патерсон      | По свима       |
| 26. јуни 1959. | 20. јуни 1960.       | Ингемар Јохансон    | По свима       |
| 20. јуни 1960. | 25. септембар 1962.  | Флојд Патерсон      | По свима       |
| 25. септембар 1962. | 25. фебруар 1964.    | Сони Листон         | По свима       |
| 25. фебруар 1964. | 19. јуни 1964.       | Касијус Клеј        | По свима       |
| ВБА је повукла своје признање наслова шампиона Клеју (који је у међувремену променио име у Мухамед Али) у замену за пристанак на реванш борбу са Листоном, што је у то време било против правила те организације. ВБЦ и друге организације су наставиле да га признају као шампиона. |                      |                     |                |
| 19. јуни 1964. | 6. фебруар 1967.     | Касијус Клеј        | ВБЦ            |
| 5. март 1965. | 6. фебруар 1967.     | Ерни Терел          | ВБА            |
| 6. фебруар 1967. | 29. април 1967.      | Мухамед Али         | По свима       |
| Сва тела су повукла признање статуса шампиона Алију због његовог одбијања регрутовања у америчку војску почетком 1967. |                      |                     |                |
| 4. март 1968. | 16. фебруар 1970.    | Џо Фрејзер          | ВБЦ            |
| 28. април 1968. | 16. фебруар 1970.    | Џими Елис           | ВБА            |
| 16. фебруар 1970. | 22. јануар 1973.     | Џо Фрејзер          | По свима       |
| Почетног је био признат од моћног и утицајног атлетског одбора америчке савезне државе Њујорк и "одбегличке" организације ВБЦ, Фрејзера су признала сва меродавна тела као шампиона након што је поразио Елиса; свеопште признање је дошло након што је поразио Мухамеда Алија 8. марта 1971.. |                      |                     |                |
| 22. јануар 1973. | 30. октобар 1974.    | Џорџ Форман         | По свима       |
| 30. октобар 1974. | 15. фебруар 1978.    | Мухамед Али         | По свима       |
| 15. фебруар 1978. | 18. март 1978.2      | Леон Спинкс         | По свима       |
| 18. март 1978. | 15. септембар 1978.  | Леон Спинкс         | ВБА            |
| 18. март 1978. | 9. јуни 1978.        | Кен Нортон          | ВБЦ            |
| 9. јуни 1978. | 11. децембар 1983.2  | Лари Холмс          | ВБЦ            |
| Холмс је препустио место првака по ВБЦ-у за наслов шампиона по новоствореној организацији ИБФ-у. |                      |                     |                |
| 15. септембар 1978. | 27. април 1979.1     | Мухамед Али         | ВБА            |
| Верујући да му је каријера готова, Али је напустио свој наслов по ВБА у замену за исплату од стране промотера Дона Кинга, који је покушавао да уговори борбу између тадашњег првака по ВБЦ-у Ларија Холмса и Џон Тејта за обједињавање наслова. Борба се никад није догодила, па се Али вратио у ринг 1980. |                      |                     |                |
| 20. октобар 1979. | 31. март 1980.       | Џон Тејт            | ВБА            |
| 31. март 1980. | 10. децембар 1982.   | Мајк Вивер          | ВБА            |
| 10. децембар 1982. | 23. септембар 1983.  | Мајкл Докс          | ВБА            |
| 23. септембар 1983. | 1. децембар 1984.    | Гери Куце           | ВБА            |
| 11. децембар 1983. | 21. септембар 1985.  | Лари Холмс          | ИБФ            |
| 9. март 1984. | 31. августа 1984.    | Тим Витерспун       | ВБЦ            |
| 31. августа 1984. | 22. март 1986.       | Пинклон Томас       | ВБЦ            |
| 1. децембар 1984. | 29. април 1985.      | Грег Пејџ           | ВБА            |
| 29. април 1985. | 17. јануар 1986.     | Тони Табс           | ВБА            |
| 21. септембар 1985. | 19. фебруар 1987.3   | Мајкл Спинкс        | ИБФ            |
| 17. јануар 1986. | 12. децембар 1986.   | Тим Витерспун       | ВБА            |
| 22. март 1986. | 22. новембар 1986.   | Тревор Бербик       | ВБЦ            |
| 22. новембар 1986. | 7. март 1987.        | Мајк Тајсон         | ВБЦ            |
| 12. децембар 1986. | 7. март 1987.        | Џејмс Смит          | ВБА            |
| 7. март 1987. | 1. августа 1987.     | Мајк Тајсон         | ВБА, ВБЦ       |
| 30. мај 1987. | 1. августа 1987.     | Тони Такер          | ИБФ            |
| 1. августа 1987. | 13. августа 1989.    | Мајк Тајсон         | ИБФ, ВБА и ВБЦ |
| 6. мај 1989. | 13. августа 1989.    | Франческо Дамијани  | ВБО            |
| Иако је Дамијани поразио Џонија Дуплоја, чиме је постао први ВБО-ов шампион у овој категорији, Тајсонова доминација у тешкој категорији у овом раздобљу заправо никад није била оспорена. |                      |                     |                |
| 13. августа 1989. | 10. фебруар 1990.    | Мајк Тајсон         | По свима       |
| 10. фебруар 1990. | 25. октобар 1990.    | Бастер Даглас       | ИБФ, ВБА и ВБЦ |
| 25. октобар 1990. | 13. новембар 1992.   | Евандер Холифилд    | ИБФ, ВБА и ВБЦ |
| 11. јануар 1991. | 24. децембар 1991.3  | Реј Мерсер          | ВБО            |
| 15. мај 1992. | 3. фебруар 1993.3    | Мајкл Мурер         | ВБО            |
| 13. новембар 1992. | 14. децембар 1992.4  | Ридик Бов           | ИБФ, ВБА и ВБЦ |
| Бову је одузет његов наслов по ВБЦ-у јер је одбио да боксује са Леноксом Луисом. |                      |                     |                |
| 14. децембар 1992. | 6. новембар 1993.    | Ридик Бов           | ИБФ и ВБА      |
| 14. децембар 1992. | 24. септембар 1994.  | () Ленокс Луис      | ВБЦ            |
| Луис је победио Разора Рудока 31. октобар 1992. у ВБЦ-овој "елиминацијској" борби. Чим је Бовов наслов био му одузет, ВБЦ је одмах доделио наслов Луису. |                      |                     |                |
| 7. јуни 1993. | 29. октобар 1993.    | Томи Морисон        | ВБО            |
| 29. октобар 1993. | 19. март 1994.       | Мајкл Бент          | ВБО            |
| 6. новембар 1993. | 22. април 1994.      | Евандер Холифилд    | ИБФ и ВБА      |
| 19. март 1994. | 11. март 1995.       | Херби Хајд          | ВБО            |
| 22. април 1994. | 5. новембар 1994.    | Мајкл Мурер         | ИБФ и ВБА      |
| 24. септембар 1994. | 2. септембар 1995.   | Оливер Мекол        | ВБЦ            |
| 5. новембар 1994. | 4. март 1995.3       | Џорџ Форман         | ИБФ и ВБА      |
| ВБА је повукао свој наслов Форману, али Форман је задржао титулу у ИБФ-у све док и оно му није било повучено. |                      |                     |                |
| 4. март 1995. | 28. јуни 1995.3      | Џорџ Форман         | ИБФ            |
| 11. март 1995. | 1. мај 1996.1        | Ридик Бов           | ВБО            |
| 8. април 1995. | 7. септембар 1996.   | Брус Шелдон         | ВБА            |
| 2. септембар 1995. | 16. март 1996.       | Френк Бруно         | ВБЦ            |
| 9. децембар 1995. | 7. септембар 1996.3  | Франсоа Бота        | ИБФ            |
| Тест на дроге, спроведен након Боине победе над Акел Шулцом за испражњени наслов првака у ИБФ-у (након што га је Форман напустио), је открио да је Бота користио недозвољене анаболичке стероиде. Након што се ово открило, ИБФ је "испразнио" место за првака. Организација је у складу са овим, очистила своје историјске регистре, макнувши га са списка шампиона које је признавала. |                      |                     |                |
| 16. март 1996. | 7. септембар 1996.   | Мајк Тајсон         | ВБЦ            |
| 22. јуни 1996. | 8. новембар 1997.    | Мајкл Мурер         | ИБФ            |
| 29. јуни 1996. | 17. фебруар 1997.1   | Хенри Акинванде     | ВБО            |
| Акинванде је био рангиран као други изазивач по ВБЦ-у за наслов шампиона у тренутку кад је освојио наслов по ВБО-у. ВБЦ, који је био у свађама са ВБО-ом откако је потоњи основан 1988, је потом макнуо Акиндвандеа са својих рангирања. Акиндванде је поводом тога се одрекао титуле првака по ВБО-у у замену за могућност одмеравања са Леноксом Луисом у борби за наслов шампиона по ВБЦ-у. |                      |                     |                |
| 7. септембар 1996. | 24. септембар 1996.1 | Мајк Тајсон         | ВБА и ВБЦ      |
| 24. септембар 1996. | 9. новембар 1996.    | Мајк Тајсон         | ВБА            |
| 9. новембар 1996. | 8. новембар 1997.    | Евандер Холифилд    | ВБА            |
| 7. фебруар 1997. | 13. новембар 1999.   | () Ленокс Луис      | ВБЦ            |
| 28. јуни 1997. | 26. јуни 1999.       | Херби Хајд          | ВБО            |
| 8. новембар 1997. | 13. новембар 1999.   | Евандер Холифилд    | ИБФ и ВБА      |
| 26. јуни 1999. | 1. април 2000.       | Виталиј Кличко      | ВБО            |
| 13. новембар 1999. | 29. април 2000.3     | () Ленокс Луис      | ИБФ, ВБА и ВБЦ |
| У првој половини 2000. Светску боксерску асоцијацију и Луиса су тужили представници Џона Руиза тврдећи да су ВБА и Луис прекршили уговор по којем је Руиз морао да се бори против Луиса за наслов шампиона по ВБА-у. Суд у Њу Џерзију је пресудио у корист Руиза и наредио Луису да мора идућој борби да боксује против Руиза или да одустане од наслова. Луис је уместо тога изабрао да боксује против изазивача Мајкла Гранта, предавши свој наслов по ВБА-у на дан борбе. |                      |                     |                |
| 1. април 2000. | 14. октобар 2000.    | Крис Бирд           | ВБО            |
| 29. април 2000. | 22. април 2001.      | () Ленокс Луис      | ИБФ и ВБЦ      |
| 12. августа 2000. | 3. март 2001.        | Евандер Холифилд    | ВБА            |
| 14. октобар 2000. | 8. март 2003.        | Владимир Кличко     | ВБО            |
| 3. март 2001. | 1. март 2003.        | Џон Руиз            | ВБА            |
| 22. април 2001. | 17. новембар 2001.   | Хасим Рахман        | ИБФ и ВБЦ      |
| 17. новембар 2001. | 5. септембар 2002.1  | () Ленокс Луис      | ИБФ и ВБЦ      |
| Луис је предао наслов по ИБФ-у након што му је промотер Дон Кинг платио милион долара, који је желео да уговори борбу између Криса Бирда и Евандера Холифилда за упражњени наслов. |                      |                     |                |
| 5. септембар 2002. | 6. фебруар 2004.:2   | () Ленокс Луис      | ВБЦ            |
| 14. децембар 2002. | 22. април 2006.      | Крис Бирд           | ИБФ            |
| 1. март 2003. | 20. фебруар 2004.:1  | Рој Џонс            | ВБА            |
| 8. март 2003. | 9. октобар 2003.:1   | Кори Сандерс        | ВБО            |
| 20. фебруар 2004. | 30. април 2005.      | Џон Руиз            | ВБА            |
| Руиз је победио Хасима Рахмана 13. децембар 2003, чиме је постао ВБА-ов међупрвак. Наслов му је ВБА доделила након што је Рој Џонс најавио да предаје наслов ради усредсређивања на лакше тежинске категорије. |                      |                     |                |
| 10. април 2004. | 1. април 2006.       | Ламон Бревстер      | ВБО            |
| 24. април 2004. | 9. новембар 2005.:2  | Виталиј Кличко      | ВБЦ            |
| 30. април 2005. | 17. мај 2005.        | Џејмс Тони          | ВБА            |
| 10. маја 2005. тест на дрогу, спроведен након Тонијеве победе над Џоном Руизом за ВБА-ов наслов је открио да је он користио материје које садрже нандролон, анаболички стероид. Атлетски одбор савезне државе Њујорк је преиначио Тонијеву победу у "без вредновања" (no contest). 17. маја 2005, ВБА је рекао Тонију да "напусти свој наслов", чиме је враћен Џону Руизу. |                      |                     |                |
| 17. мај 2005. | 17. децембар 2005.   | Џон Руиз            | ВБА            |
| 9. новембар 2005. | 13. августа 2006.    | Хасим Рахман        | ВБЦ            |
| Рахман је победио Монтеа Барета 13. августа 2005. чиме је постао ВБЦ-ов "међупрвак". Наслов му је додељен након што је Виталиј Кличко најавио повлачење због повреде .. |                      |                     |                |
| 17. децембар 2005. | 15. април 2007.      | Николај Валујев     | ВБА            |
| 1. април 2006. | 4. новембар 2006.    | Сергеј Љахович      | ВБО            |
| 22. април 2006. | 23. фебруар 2008.    | Владимир Кличко     | ИБФ            |
| 13. августа 2006. | 8. март 2008.        | Олег Маскајев       | ВБЦ            |
| Маскајев се родио у Казахстану. Родитељи су му Руси. Изворно је био казахстански држављанин. Амерички држављанин је постао 2004. У децембру 2006. је добио и руско држављанство. 24. септембра 2007. је Самуел Петер проглашен за ВБЦ-овог "међупрвака". 8. марта 2008. је Петер на крају победио Маскајева. |                      |                     |                |
| 4. новембар 2006. | 2. јуни 2007.        | Шенон Бригс         | ВБО            |
| 15. април 2007. | 4. јули 2008.:4      | Руслан Чагајев      | ВБА            |
| Чагајевљеву обавезну одбрану наслова против бившег првака Валујева коју је био договорио за 5. јул 2008. се морао одложити по други пут након што се Чагајеву потпуно покидала Ахилова тетива током тренинга за ову борбу. Због те повреде и ради давања времена које је било неопходно да се опорави прваку, ВБА је одлучила да Чагајева прогласи "шампионом у мировању", а главне изазиваче Валујева и Руиза обавезала да се боре за наслов првака. ВБА је потом поставила 26. јуна 2009. као рок за Чагајева до којег се морао борити против шампиона, а будући да није удовољио том року, ВБА је приликом објаве својих службених листа од јуна 2009. Чагајеву одузела наслов "шампиона у мировању". |                      |                     |                |
| 2. јуни 2007. | 23. фебруар 2008.    | Султан Ибрагимов    | ВБО            |
| 23. фебруар 2008. | Данас                | Владимир Кличко     | ИБФ и ВБО      |
| 8. март 2008. | 11. октобар 2008.    | Самуел Петер        | ВБЦ            |
| 4. јули 2008.:4 | 24. јули 2009.       | Руслан Чагајев      | ВБА            |
| ВБА је поставила 26. јуна 2009. као рок за Чагајева до којег се морао борити против шампиона, а он није удовољио том року. Стога је 24. јула 2009. ВБА објавила своје службене листе по којима је од јуна 2009. Чагајеву одузет наслов "првака у мировању". |                      |                     |                |
| 30. августа 2008. | 7. новембра 2009.    | Николај Валујев     | ВБА            |
| Валујев је вратио наслов по ВБА победивши Џона Руиза 30. августа 2008, док је Чагајев постао "шампион у мировању". Након што је Чагајеву ВБА доделила тај наслов, задала је рок од 26. јуна 2009. до којег се морао борити против шампиона. Није удовољио року и ВБА му је одузела наслов "шампиона у мировању" приликом објаве својих службених листа од јуна 2009.. |                      |                     |                |
| 11. октобар 2008. | Данас                | Виталиј Кличко      | ВБЦ            |
| 7. новембра 2009. | 2. јула 2011.        | Дејвид Хеј          | ВБА            |
| 2. јула 2011. | Данас                | Владимир Кличко     | ИБФ, ВБО и ВБА |
| Након што је Владимир Кличко победио Дејвида Хеја, све главне наслове у тешкој категорији држали су браћа Кличко, док је Александар Поветкин победио Руслана Чагајева за упражњену ВБА титулу.. |                      |                     |                |
| 27. августа 2011. |                      | Александар Поветкин | ВБА            |

Данас Anthony Joshua